# Коренићи (Доњи Вакуф)
Коренићи су насељено место у Босни и Херцеговини у општини Доњи Вакуф које административно припада Федерацији Босне и Херцеговине. Према попису становништва из 1991. у насељу је живјело 256 становника.

## Становништво
По последњем службеном попису становништва из 1991. године, у насељу Коренићи живело је 256 становника. Становници су претежно били Муслимани.
| Националност       | 1991.        | 1981. | 1971. |
| Муслимани          | 254 (99,22%) |       |       |
| остали и непознато | 2 (0,78%)    |       |       |
| Укупно             | 254          |       |       |